# Jörg Kazmair
Jörg Kazmair, auch Jörg Katzmair (* um 1350; † 5. März 1417 in München), war ein deutscher Rats-Chronist, Politiker, ab 1386 im Inneren Rat der Stadt München tätig und bis zu seinem Tod mehrmals Bürgermeister dieser Stadt.

## Leben
Der Spross der eingesessenen ratsfähigen Familie Katzmair verfasste einen Bericht über die Stadtunruhen zwischen 1397 und 1403 (so genannte Vierherzogszeit). In den großen Bürgerunruhen dieser Zeit, in denen er sich lange um einen Ausgleich unter den Streitparteien bemühte, musste der von dem Patrizier Ulrich Tichtel und seinen Aufständischen Entmachtete während der Münchner Unruhen 1398 fliehen und verlor wie viele andere angesehene Münchner Patrizier viel an Vermögen. Er kämpfte im Exil  im Gefolge Herzog Ernsts durch die Instanzen für die Wiederherstellung seiner Rechte in München. Kazmairs Bericht endete 1403 mit der Belagerung der Stadt durch die bayerischen Herzöge Ernst und Wilhelm. Am Ende stand ein Ausgleich für alle Parteien und 1403 auch Kazmairs Rehabilitation in seiner Heimatstadt.
1878 wurde in Münchens Westend die Kazmairstraße nach ihm benannt.
Im selben Jahr erfolgte auch die Publikation seiner „Denkwürdigkeiten“, bearbeitet von dem Archivar, Numismatiker und Historiker Karl August Muffat (1804–1878) unter Mitwirkung des Historikers, Germanisten, Bibliothekars und Prinzenerziehers Carl Gustav Theodor Schröder (1840–1916), des Historikers und Archivars Karl Theodor Heigel (1842–1915) u. a. sowie herausgegeben durch den Erlanger Historiker Karl Hegel (1813–1901), Sohn des Philosophen Georg Wilhelm Friedrich Hegel, im Rahmen seines umfangreichen Editionsunternehmens Die Chroniken der deutschen Städte im Auftrag der Historischen Kommission bei der Bayerischen Akademie der Wissenschaften in München.

### Ausgaben der Denkschrift
- K. A. Muffat: Jörg Katzmair’s Denkschrift über die Unruhen zu München in den Jahren 1397–1403, 1878 (= Die Chroniken der deutschen Städte, Bd. 15), S. 463–552
- J. A. Schmeller: Jörg Kazmairs, Bürgermeisters der Stadt München, Denkschrift über die Unruhen daselbst in den Jahren 1397–1403, in: Oberbayerisches Archiv 8 (1847), S. 6–50 (ohne Emendationen!)
- Hermann Maschek (Hrsg.): Die Denkschrift des Jörg Kazmair über die Unruhen zu München in den Jahren 1397 bis 1403. In: Deutsche Chroniken (Deutsche Literatur … in Entwicklungsreihen. Reihe Realistik des Spätmittelalters 5). Leipzig 1936, S. 212–252 (PDF-Datei)